# Дорис Пинчић
Дорис Пинчић Губеровић (Задар, 4. септембар 1988) хрватска је глумица и водитељка.

## Биографија
Дорис Пинчић Губеровић је рођена 4. септембра 1988. године у Задру. Глуму је дипломирала на Академији глуме и луткарства у Осијеку. Поред улога у позоришту, глуми и на телевизији и на филму. Прву телевизијску улогу остварила је у популарној теленовели Ларин избор, где је тумачила главну јунакињу, Лару. Улогу је поновила у филму Ларин избор — Изгубљени принц. Такође је имала запажену улогу у серији Ватре ивањске.
Године 2013. постала је водитељка на Народном радију. Истовремено је водила и неколико забавних емисија на телевизији РТЛ, а у фебруару 2020. прешла је на ХРТ.

## Лични живот
Године 2013. удала се за певача Бориса Рогозницу. У фебруару 2014. су добили сина Доната, а у јуну 2018. ћерку Гиту. У јулу 2020. године су се развели након седам година брака. У новембру 2022. се удала за предузетника Давора Губеровића.

## Филмографија
| Год.       | Назив                         | Улога              |
| ---------- | ----------------------------- | ------------------ |
| 2011—2013. | Ларин избор                   | Лара Божић         |
| 2012.      | Ларин избор — Изгубљени принц | Лара Божић/Аурора  |
| 2014—2015. | Ватре ивањске                 | Магдалена Магдић   |
| 2015.      | Хорватови                     | Виолета Кунић      |
| 2016.      | Због тебе                     | Лара               |
| 2017.      |                               | Ена                |
| 2018.      |                               | Путница кроз време |
| 2022.      | Разговор                      | Марија Хорват      |

## Водитељске улоге
| Година     | Наслов                   | ТВ  | Напомене         |
| ---------- | ------------------------ | --- | ---------------- |
| 2015–2019. | Три, два, један — кухај! | РТЛ | сезоне 2−7       |
| 2015–2018. | Звјездице                | РТЛ |                  |
| 2017–2018. | На кави код Дорис        | РТЛ | властита емисија |
| 2020–данас | Добро јутро, Хрватска    | ХРТ |                  |
| 2020−2021. | Дора                     | ХРТ |                  |
| 2020−2022. | Вечерњакова ружа         | ХРТ | додела награда   |